# Miho Takagiová
Miho Takagiová (japonsky 髙木 美帆, Takagi Miho; * 22. května 1994 Makubecu) je japonská rychlobruslařka.
Na juniorském světovém šampionátu startovala poprvé v roce 2009, kdy získala stříbrnou medaili ze stíhacího závodu družstev. Společně s japonským týmem dokázala tento cenný kov obhájit i v letech 2010, 2011 a 2012, přičemž na MSJ 2013 v této disciplíně Japonky zvítězily. Startovala na Zimních olympijských hrách 2010 (1000 m – 35. místo, 1500 m – 23. místo, ve stíhacím závodě družstev byla náhradnicí). Ve Světovém poháru závodí od sezóny 2010/2011; v roce 2011 se představila i na svém prvním seniorském Mistrovství světa. Na juniorských světových šampionátech v letech 2012 a 2013 vybojovala v individuálních závodech celkem sedm medailí (z toho čtyři zlaté). První seniorský cenný kov si přivezla z MS 2015, kde japonský tým vyhrál stíhací závod družstev. O rok později skončilo japonské družstvo druhé, sama navíc v závodě s hromadným startem získala bronzovou medaili. Na světovém šampionátu 2017 obhájila s japonským týmem stříbro ve stíhacím závodě družstev a vybojovala bronz na distanci 1500 m. Z Mistrovství světa ve víceboji si téhož roku přivezla bronzovou medaili.
Na Zimních olympijských hrách 2018 se v závodě na 3000 m umístila na pátém místě, na poloviční trati si dobruslila pro stříbro, na distanci 1000 m vybojovala bronz a ve stíhacím závodě družstev získala zlatou medaili. O několik týdnů později zvítězila ve víceboji na Mistrovství světa 2018. V sezóně 2017/2018 zvítězila ve Světovém poháru v celkovém hodnocení Grand World Cupu a v celkové klasifikaci stíhacích závodů družstev a závodů na 1500 m. Z MS 2019 si přivezla zlato se stíhacího závodu družstev a stříbro z distance 1500 m. Na sprinterském světovém šampionátu 2019 i světovém šampionátu ve víceboji 2019 vybojovala stříbrné medaile. Na MS 2020 obhájila prvenství ve stíhacím závodě družstev a získala bronz na kilometrové trati, následně vyhrála Mistrovství světa ve sprintu 2020. Na ZOH 2022 vyhrála závod na 1000 m, obhájila stříbrnou medaili na distanci 1500 m a stříbro také vybojovala na trati 500 m a ve stíhacím závodě družstev, kromě toho byla šestá v závodě na 3000 m. Krátce poté získala stříbrnou medaili na Mistrovství světa ve víceboji 2022 a v sezóně 2021/2022 také vyhrála celkové hodnocení Světového poháru v závodech na 1500 m.
Její sestra Nana Takagiová je rovněž rychlobruslařka.